# Adam Marsh
Adam Marsh (Adam de Marisco) (ca. 1200 - 18 november 1259) was een Engels franciscaan en een vooraanstaand theoloog. Hij trad in bij de franciscanen in 1232 en speelde een belangrijke rol in de orde en in de Universiteit van Oxford. Hij was de eerste franciscaan die officieel lector werd - waarschijnlijk vanaf 1247. Adam Marsh was goed bevriend met Robert Grosseteste. In 1245 ging hij mee naar het Eerste Concilie van Lyon, waar hij de Engelse joden verdedigde tegen de koning en zijn broer. De brieven van Adam Marsh zijn bewaard en zijn belangrijk voor de geschiedenis van de orde in Engeland. Hij stierf in 1259 en werd begraven in de Kathedraal van Lincoln naast Robert Grosseteste.
- Bibsys: 7077419
- Bibliothèque nationale de France: cb12557183t (data)
- Gemeinsame Normdatei: 119411229
- International Standard Name Identifier: 0000 0001 1469 1699
- Library of Congress Control Number: nr2006030337
- Nationale Bibliotheek van Israël: 987007393166005171
- Nederlandse Thesaurus van Auteursnamen: 089416988
- Système universitaire de documentation: 034864318
- Virtual International Authority File: 22950863
- WorldCat: E39PBJrChBr3bvcYrWQRYYXGHC